# Historia de la física

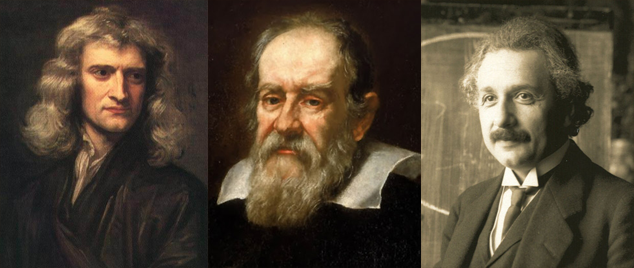
Isaac Newton, Galileo Galilei y Albert Einstein

La historia de la física abarca los esfuerzos y estudios realizados por los maestros 
que han tratado de entender el porqué de la naturaleza y los fenómenos que en ella se observan: el paso de las estaciones, el movimiento de los cuerpos y de los astros, los fenómenos climáticos, las propiedades de los materiales, entre otros. Gracias a su vasto alcance y a su extensa historia, la física es clasificada como una ciencia fundamental.
La mayoría de las civilizaciones de la antigüedad trataron desde un principio explicar el funcionamiento de su entorno; miraban las estrellas y pensaban cómo ellas podían regir su mundo. Esto llevó a muchas interpretaciones de carácter más filosófico que físico; no en vano en esos momentos a la física se le llamaba filosofía natural. Muchos filósofos se encuentran en el desarrollo primitivo de la física, como Aristóteles, Tales de Mileto o Demócrito, ya que fueron los primeros en tratar de buscar algún tipo de explicación a los fenómenos que les rodeaban. Las primeras explicaciones que aparecieron en la antigüedad se basaban en consideraciones puramente filosóficas, sin verificarse experimentalmente. Algunas interpretaciones equivocadas, como la hecha por Claudio Ptolomeo en su famoso Almagesto —«La Tierra está en el centro del Universo y alrededor de ella giran los astros»— perduraron durante miles de años. A pesar de que las teorías descriptivas del universo que dejaron estos pensadores eran erradas en sus conclusiones, estas tuvieron validez por mucho tiempo, casi dos mil años, en parte por la aceptación de la Iglesia católica de varios de sus preceptos, como la teoría geocéntrica.

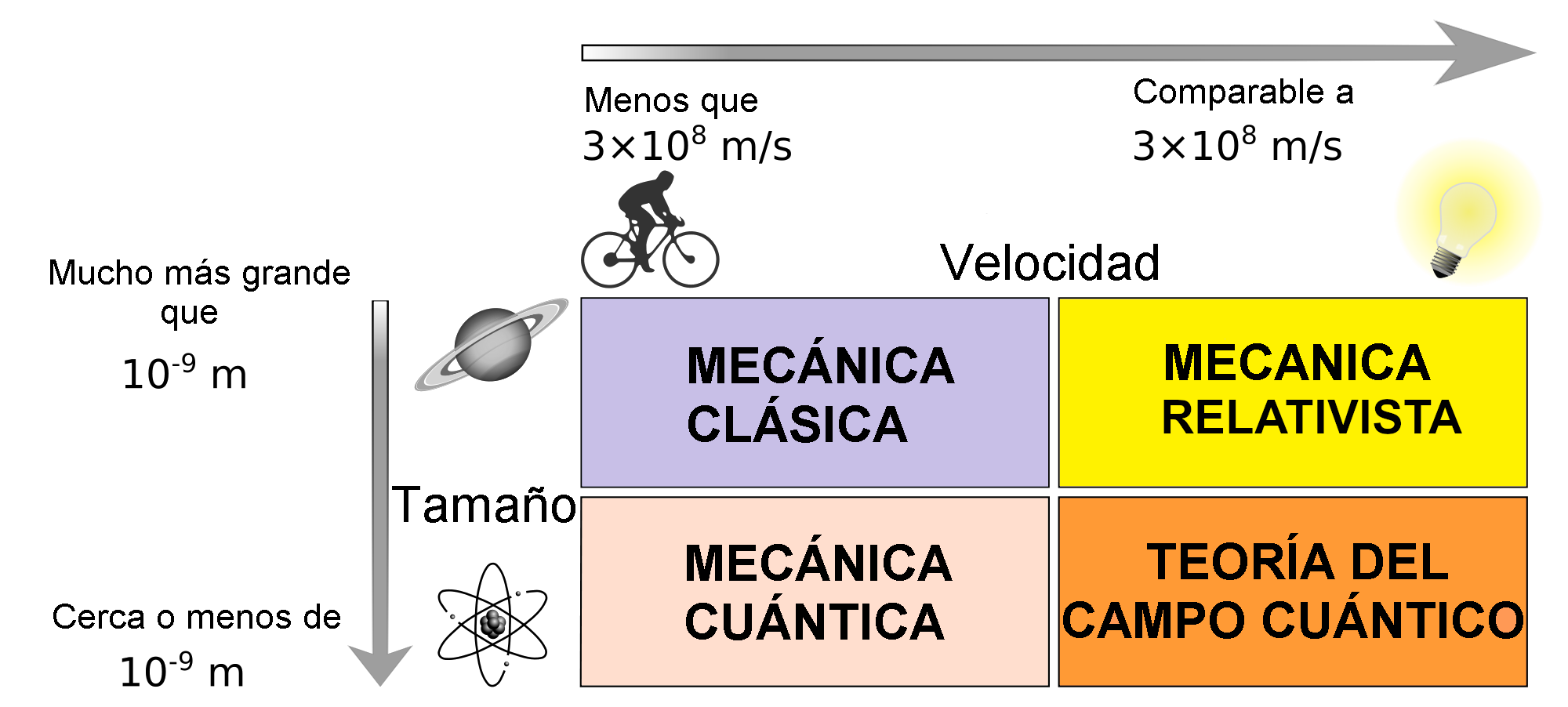
Aproximación al ámbito de aplicación de diferentes formalismos físicos.

Esta etapa, denominada oscurantismo en la ciencia de Europa, termina cuando el canónigo y científico Nicolás Copérnico, quien es considerado padre de la astronomía moderna, recibe en 1543 la primera copia de su libro, titulado De Revolutionibus Orbium Coelestium. A pesar de que Copérnico fue el primero en formular teorías plausibles, es otro personaje al cual se le considera el padre de la física como la conocemos ahora. Un catedrático de matemáticas de la Universidad de Pisa a finales del siglo XVI cambiaría la historia de la ciencia, empleando por primera vez experimentos para comprobar sus afirmaciones: Galileo Galilei. Mediante el uso del telescopio para observar el firmamento y sus trabajos en planos inclinados, Galileo empleó por primera vez el método científico y llegó a conclusiones capaces de ser verificadas. A sus trabajos se les unieron grandes contribuciones por parte de otros científicos como Johannes Kepler, René Descartes, Blaise Pascal y Christian Huygens.
Posteriormente, en el siglo XVII, un científico inglés reunió las ideas de Galileo y Kepler en un solo trabajo, unifica las ideas del movimiento celeste y las de los movimientos en la Tierra en lo que él llamó gravedad. En 1687, Isaac Newton formuló, en su obra titulada Philosophiae Naturalis Principia Mathematica, los tres principios del movimiento y una cuarta ley de la gravitación universal, que transformaron por completo el mundo físico; todos los fenómenos podían ser vistos de una manera mecánica.

Dios no juega a los dados con el Universo.
Albert Einstein.

Einstein, deje de decirle a Dios lo que tiene que hacer con sus dados.
Niels Bohr.

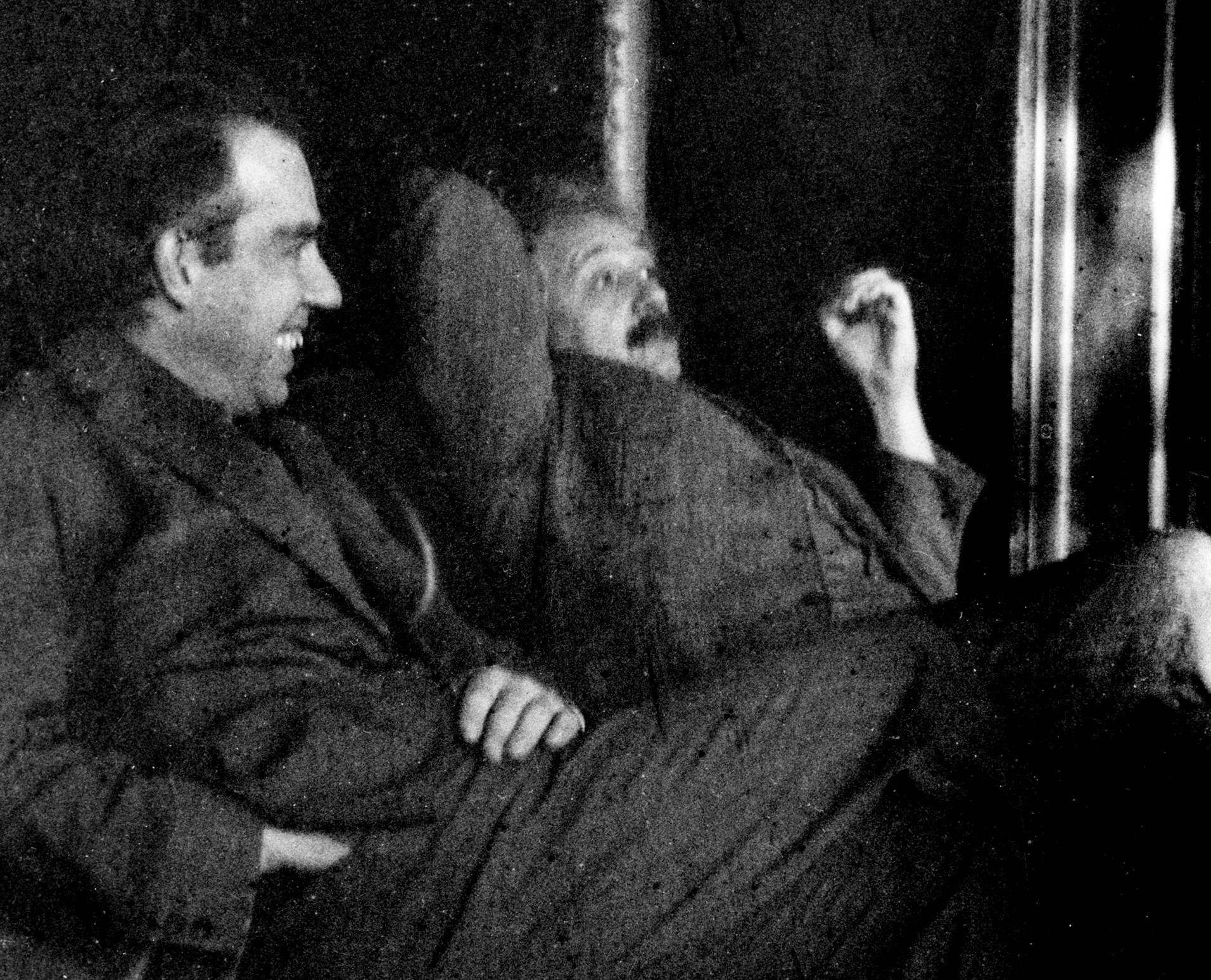
Dios no juega a los dados con el Universo.Einstein, deje de decirle a Dios lo que tiene que hacer con sus dados.

El trabajo de Newton en este campo perdura hasta la actualidad, ya que todos los fenómenos macroscópicos pueden ser descritos de acuerdo a sus tres leyes. Por eso durante el resto de ese siglo y en el posterior, el siglo XVIII, todas las investigaciones se basaron en sus ideas. De ahí que se desarrollaron otras disciplinas como la termodinámica, la óptica, la mecánica de fluidos y la mecánica estadística. Los conocidos trabajos de Daniel Bernoulli, Robert Boyle y Robert Hooke, entre otros, pertenecen a esta época.
En el siglo XIX se produjeron avances fundamentales en la electricidad y el magnetismo, principalmente de la mano de Charles-Augustin de Coulomb, Luigi Galvani, Michael Faraday y Georg Simon Ohm, que culminaron en el trabajo de James Clerk Maxwell en 1855, que logró la unificación de ambas ramas en el llamado electromagnetismo. Además, se producen los primeros descubrimientos sobre radiactividad y el descubrimiento del electrón por parte de Joseph John Thomson en 1897.
Durante el siglo XX, la física se desarrolló plenamente. En 1904, Hantarō Nagaoka había propuesto el primer modelo del átomo, el cual fue confirmado en parte por Ernest Rutherford en 1911, aunque ambos planteamientos serían después sustituidos por el modelo atómico de Bohr, de 1913. En 1905, Einstein formuló la teoría de la relatividad especial, la cual coincide con las leyes de Newton al decir que los fenómenos se desarrollan a velocidades pequeñas comparadas con la velocidad de la luz. En 1915 extendió la teoría de la relatividad especial, formulando la teoría de la relatividad general, la cual sustituye a la ley de gravitación de Newton y la comprende en los casos de masas pequeñas. Max Planck, Albert Einstein, Niels Bohr y otros, desarrollaron la teoría cuántica, a fin de explicar resultados experimentales anómalos sobre la radiación de los cuerpos. En 1911, Ernest Rutherford dedujo la existencia de un núcleo atómico cargado positivamente, a partir de experiencias de dispersión de partículas. En 1925 Werner Heisenberg, y en 1926 Erwin Schrödinger y Paul Adrien Maurice Dirac, formularon la mecánica cuántica, la cual comprende las teorías cuánticas precedentes y suministra las herramientas teóricas para la Física de la materia condensada.
Posteriormente se formuló la teoría cuántica de campos, para extender la mecánica cuántica de acuerdo con la Teoría de la Relatividad especial, alcanzando su forma moderna a finales de la década de 1940, gracias al trabajo de Richard Feynman, Julian Schwinger, Shin'ichirō Tomonaga y Freeman Dyson, los cuales formularon la teoría de la electrodinámica cuántica. Esta teoría formó la base para el desarrollo de la física de partículas. En 1954, Chen Ning Yang y Robert Mills desarrollaron las bases del modelo estándar. Este modelo se completó en los años 1970, y con él fue posible predecir las propiedades de partículas no observadas previamente, pero que fueron descubiertas sucesivamente, siendo la última de ellas el quark top.
Los intentos de unificar las cuatro interacciones fundamentales han llevado a los físicos a nuevos campos impensables. Las dos teorías más aceptadas, la mecánica cuántica y la relatividad general, que son capaces de describir con gran exactitud el macro y el micromundo, parecen incompatibles cuando se las quiere ver desde un mismo punto de vista. Por eso se han formulado nuevas teorías, como la supergravedad o la teoría de cuerdas, donde se centran las investigaciones a inicios del siglo XXI. Esta ciencia no desarrolla únicamente teorías, también es una disciplina de experimentación. Sus hallazgos, por lo tanto, pueden ser comprobados a través de experimentos. Además, sus teorías permiten establecer previsiones sobre pruebas que se desarrollen en el futuro.

## Por etapa

### Física antigua
Empédocles demostró la existencia del aire mediante un artilugio que recibió el nombre de clepsidra, una esfera de cobre que se llenaba de agua cuando se sumergía en dicho líquido y que se caracterizaba porque tenía agujeros en el fondo y un cuello abierto. Además, Aristarco de Samos había propuesto la teoría heliocéntrica que si bien era correcta, sería abandonada en la antigüedad tardía en favor de los modelos propuestos por el astrónomo Claudio Ptolomeo, que proponía un modelo geocéntrico.
Aristóteles desarrolló la física aristotélica que habría de dominar a todo Occidente durante casi 2000 años, con todas los defectos teóricos y problemas que esta propuesta tenía. La física aristotélica fue ampliamente aceptada durante la Edad Media y fue necesario superar sus errores de conceptos, antes de que surgiera la física durante la Edad Moderna.

#### Física aristotélica
1. Lugares naturales: cada uno de los cuatro elementos querría estar en una posición distinta relativa al centro de la Tierra, que también es el centro del universo. La tierra y el agua son graves y descienden, el fuego y el aire son livianos y ascienden.
2. Relación entre la velocidad y la densidad: la velocidad es inversamente proporcional a la densidad del medio.
3. Gravedad/levedad: para lograr esta posición, los objetos sienten una fuerza hacia arriba o hacia abajo.
4. Movimiento rectilíneo: un movimiento como respuesta a esta fuerza es en una línea recta a una velocidad constante.
5. Movimiento circular: los planetas se mueven en un movimiento circular perfecto.
6. El tiempo: el ahora, el antes y el después relacionado con el movimiento y el espacio.
7. Negación del vacío: el movimiento en un vacío es infinitamente rápido.
8. El éter: todos los puntos del espacio están llenos con materia.
9. Teoría del continuo: si existieran los átomos esféricos habría un vacío entre ellos, por lo que la materia no puede ser atómica.
10. Quintaesencia: los objetos por encima del mundo sublunar no están formados de materia terrenal.
11. Cosmos incorruptible y eterno: el Sol y los planetas son esferas perfectas, y no cambian.
12. Motor inmóvil: causa primera del movimiento de la primera esfera celeste y todo el universo.

#### Física en el mundo islámico medieval
Las ciencias naturales experimentaron un notable avance en la Edad de Oro del islam (entre los siglos VIII y XIII, aproximadamente). En ese periodo los científicos musulmanes introdujeron diversas innovaciones y rescataron textos clásicos griegos (como las obras de Aristóteles, Tolomeo o Euclides).
Durante este período, la teología islámica todavía promovía la búsqueda de conocimiento, juzgando que el espíritu de la ciencia no está en contradicción con los aspectos religiosos. Algunos pensadores musulmanes de este período fueron Al-Farabi, Abu Bishr Matta, Ibn Sina, al-Hassan Ibn al-Haytham y Ibn Bajjah.
Los trabajos de estos autores y los importantes comentarios sobre ellos impulsaron de manera notable la reflexión científica durante el período medieval. La traducción de clásicos grecolatinos al árabe clásico, la lingua franca del período tuvo importantes consecuencias para la ciencia islámica y europea.
La ciencia medieval islámica adoptó la física aristotélica de los griegos y la desarrolló con nuevas observaciones. Sin embargo, en el mundo islámico se apreció la posibilidad de expandir el conocimiento a partir de la observación empírica, y creían que el universo estaba gobernado por un conjunto único de leyes universales. El uso de observaciones empíricas les condujo a la formulación de una forma cruda de método científico.

### Física clásica

#### sigloXVII: revolución científica

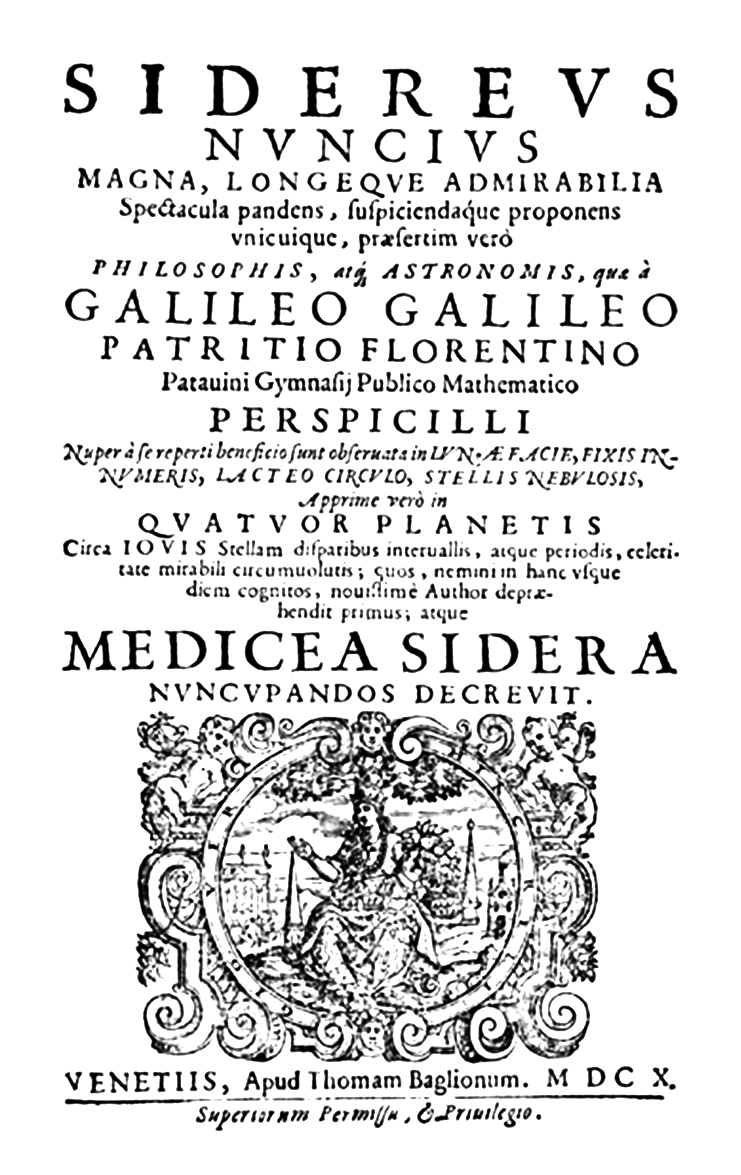
Dos nuevas ciencias, de Galileo Galilei.

En el siglo XVI nacieron algunos personajes como Copérnico, Stevin, Cardano, Gilbert, Brahe, pero fue Galileo quien, a principios del siglo XVII, impulsó el empleo sistemático de la verificación experimental y la formulación matemática de las leyes físicas. Galileo descubrió la ley de la caída de los cuerpos y del péndulo, se lo puede considerar como el creador de la mecánica, también hizo las bases de la hidrodinámica, cuyo estudio fue continuado por su discípulo Torricelli que fue el inventor del barómetro (año 1643), el instrumento que más tarde utilizó Pascal para determinar la presión atmosférica. Pascal precisó el concepto de presión en el seno de un líquido y enunció el teorema de transmisión de las presiones. Boyle formuló la ley de la compresión de los gases (ley de Boyle-Mariotte).

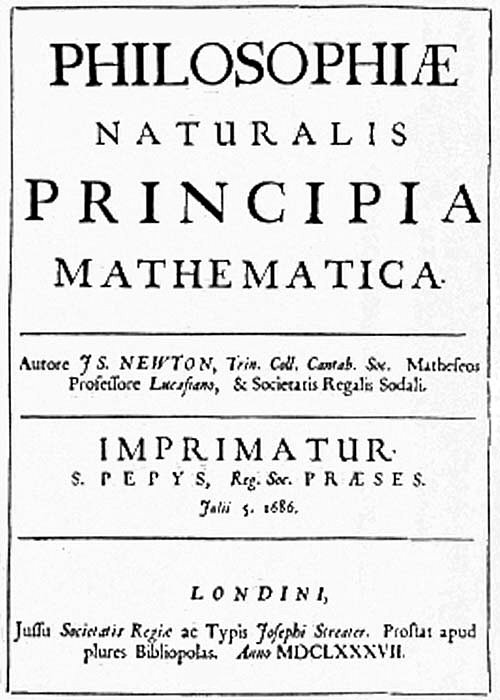
Philosophiæ naturalis principia mathematica, de Isaac Newton.

En 1687 Newton publicó los Philosophiæ naturalis principia mathematica (Principios matemáticos de la filosofía natural), una obra en la que se describen las leyes clásicas de la dinámica conocidas como las leyes de Newton y la ley de la gravitación universal de Newton. El primer grupo de leyes permitía explicar la dinámica de los cuerpos y hacer predicciones del movimiento y equilibrio de cuerpos, la segunda ley permitía demostrar las leyes de Kepler del movimiento de los planetas y explicar la gravedad terrestre (de aquí el nombre de gravedad universal). En esta época se puso de manifiesto uno de los principios básicos de la física, las leyes de la física son las mismas en cualquier punto del Universo. El desarrollo por Newton y Leibniz del cálculo infinitesimal proporcionó las herramientas matemáticas para el desarrollo de la física como ciencia capaz de realizar predicciones. En esta época desarrollaron sus trabajos físicos como Robert Hooke y Christian Huygens estudiando las propiedades básicas de la materia y de la luz. Luego los científicos ingleses William Wurts y Charles Demiano profundizaron el estudio de las causas de las leyes de Newton, es decir la gravedad.
En óptica, René Descartes estableció la ley de la refracción de la luz, formuló una teoría del arco iris y estudió los espejos esféricos y las lentes. Fermat enunció el principio de la óptica geométrica que lleva su nombre, y Huygens, a quien también se le deben importantes contribuciones a la mecánica, descubrió la polarización de la luz, en oposición a Newton, para quien la luz es una radiación corpuscular, propuso la teoría ondulatoria de la luz. Hooke estudió las franjas coloreadas que se forman cuando la luz atraviesa una lámina delgada; también, estableció la proporcionalidad.
A finales del siglo XVII la física comienza a influir en el desarrollo tecnológico permitiendo a su vez el avance más rápido de esta.
El desarrollo instrumental (telescopios, microscopios y otros instrumentos) y el desarrollo de experimentos cada vez más sofisticados permitieron obtener grandes éxitos como la medida de la masa de la Tierra en el experimento de la balanza de torsión.
También aparecen las primeras sociedades científicas como la Royal Society en Londres en 1660 y la Académie des sciences en París en 1666 como instrumentos de comunicación e intercambio científico, teniendo en los primeros tiempos de ambas sociedades un papel prominente las ciencias físicas.

#### sigloXVIII: termodinámica y óptica

El experimento de Young sirvió para demostrar sin lugar a dudas de que la luz era algún tipo de onda.

A partir del siglo XVIII Boyle y Young desarrollaron la termodinámica. En 1733 Bernoulli usó argumentos estadísticos, junto con la mecánica clásica, para extraer resultados de la termodinámica, iniciando la mecánica estadística. En 1798 Thompson demostró la conversión del trabajo mecánico en calor y en 1847 Joule formuló la ley de conservación de la energía.
En el campo de la óptica el siglo XVIII comenzó con la teoría corpuscular de la luz de Newton expuesta en su obra Opticks. Aunque las leyes básicas de la óptica geométrica habían sido descubiertas algunas décadas antes, el siglo XVIII fue bueno en avances técnicos en este campo produciéndose las primeras lentes acromáticas, midiéndose por primera vez la velocidad de la luz y descubriendo la naturaleza espectral de la luz. El siglo concluyó con el célebre experimento de Young de 1801 en el que se ponía de manifiesto la interferencia de la luz demostrando la naturaleza ondulatoria de ésta.

#### sigloXIX: electromagnetismo y estructura atómica

La noción teórica de campo de fuerzas fue un desarrollo teórico del que fue crucial para la comprensión de los fenómenos electromagnéticos, en la figura esquema de líneas de líneas de campo magnético alrededor de un imán.

La investigación física de la primera mitad del siglo XIX estuvo dominada por el estudio de los fenómenos de la electricidad y el magnetismo. Coulomb, Luigi Galvani, Faraday, Ohm y muchos otros físicos famosos estudiaron los fenómenos dispares y contraintuitivos que se asocian a este campo. En 1855 Maxwell unificó las leyes conocidas sobre el comportamiento de la electricidad y el magnetismo en una sola teoría con un marco matemático común mostrando la naturaleza unida del electromagnetismo. Los trabajos de Maxwell en el electromagnetismo se consideran frecuentemente equiparables a los descubrimientos de Newton sobre la gravitación universal y se resumen con las conocidas, ecuaciones de Maxwell, un conjunto de cuatro ecuaciones capaz de predecir y explicar todos los fenómenos electromagnéticos clásicos. Una de las predicciones de esta teoría era que la luz es una onda electromagnética. Este descubrimiento de Maxwell proporcionaría la posibilidad del desarrollo de la radio unas décadas más tarde por Heinrich Hertz en 1888.
En 1895 Roentgen descubrió los rayos X, ondas electromagnéticas de frecuencias muy altas. Casi simultáneamente, Henri Becquerel descubría la radioactividad en 1896. Este campo se desarrolló rápidamente con los trabajos posteriores de Pierre Curie, Marie Curie y muchos otros, dando comienzo a la física nuclear y al comienzo de la estructura microscópica de la materia.
En 1897 Thomson descubrió el electrón, la partícula elemental que transporta la corriente en los circuitos eléctricos proponiendo en 1904 un primer modelo simplificado del átomo.

### Física moderna
La física moderna comienza entre finales del siglo XIX y principios del siglo XX. La física moderna se refiere a los desarrollos dentro de los enfoques relativista (teoría de la relatividad) y cuántico (física cuántica). Aunque también durante el siglo XX se hicieron avances en otros campos de la física clásica, como la teoría del caos.
Aunque se han realizado experimentos de física moderna con anterioridad, se considera como punto de inicio de la física moderna el año 1900, cuando el alemán Max Planck propone la idea del «cuanto de acción». Planck propuso la idea de que la energía se dividía en unidades indivisibles (quanta), y que ésta no era continua como decía la física clásica; es decir, que todos los niveles de energía posibles son múltiplos de un nivel de energía mínimo llamado cuanto. Por ello nace esta nueva rama de la física, que estudia las manifestaciones que se producen en los átomos, los comportamientos de estas partículas que forman la materia y las fuerzas que las rigen. Se conoce, generalmente, por estudiar los fenómenos que se producen a la velocidad de la luz o valores cercanos a ella, o cuyas escalas espaciales son del orden del tamaño del átomo o inferiores.
Los temas anteriormente tratados de la física clásica no servían para resolver los problemas presentados, ya que estos se basan en certezas y la física moderna en probabilidades, lo que provocó dificultades para adaptarse a las nuevas ideas.
Uno de los enfoques de la física actual es comprender la relación entre las fuerzas que rigen la naturaleza, la gravedad, el electromagnetismo, la fuerza nuclear fuerte y la fuerza nuclear débil. Las tres últimas integradas en el modelo estándar de 1973. Sin embargo, la gravedad no encaja en este esquema y tampoco existe una teoría unificada de la cromodinámica cuántica y la teoría electrodébil. Comprender y lograr una teoría de unificación, para así poder entender el universo y sus partículas.

## Por área

### Energía
La palabra energía se deriva del griego  (energeia), que aparece por primera vez en la obra Ética nicomáquea  del siglo IV antes de Cristo.
El concepto de energía surgió de la idea de la vis viva (fuerza viva), que Leibniz define como el producto de la masa de un objeto y su velocidad al cuadrado; él creía que el total de la vis viva (fuerza viva) se conservaba. Para demostrar la desaceleración debido a la fricción, Leibniz afirmó que el calor consistía en el movimiento aleatorio de las partes constituyentes de la materia - una opinión compartida por Isaac Newton, aunque pasaría más de un siglo para que esto fuese generalmente aceptado.
En su libro Institutions de Physique (Lecciones de física) publicado en 1740 por Émilie marquesa de Châtelet incorpora la idea de Leibniz con observaciones prácticas de Gravesande para demostrar que la "cantidad de movimiento" de un objeto en movimiento es proporcional a su masa y al cuadrado de su velocidad (no la velocidad como Newton la demostró, lo que más tarde se llamó momentum). 
En 1802 en una conferencia de Royal Society, Thomas Young fue el primero en utilizar el término "energía" en su sentido moderno, en lugar de vis viva. En 1807 en una publicación de estas conferencias lo escribió.
En 1829 Gustave-Gaspard Coriolis describió "energía cinetica" en su sentido moderno, y en 1853, William Rankine acuñó el término "energía potencial."

### Termodinámica
La historia de la termodinámica es una pieza fundamental en la historia de la física, la historia de la química, y la historia de la ciencia en general. Debido a la relevancia de la termodinámica en muchas áreas de la ciencia y la tecnología, su historia está finamente tejida con los desarrollos de la mecánica clásica, mecánica cuántica, magnetismo, y la cinética química, para aplicar a campos más distante tales como la meteorología, teoría de información, y biología (fisiología), y a desarrollos tecnológicos como la máquina de vapor, motor de combustión interna, criogenia y generación de electricidad. El desarrollo de la termodinámica fue motivado y dirigido por la teoría atómica. También, aunque de una manera sutil, motivó nuevas direcciones en probabilidad y estadística; vea, por ejemplo, la línea de tiempo de la termodinámica.
La historia de la termodinámica como disciplina científica se considera generalmente que comienza con Otto von Guericke quien, en 1650, construyó y diseñó la primera bomba de vacío y demostró las propiedades del vacío usando sus hemisferios de Magdeburgo. Guericke fue impulsado a hacer el vacío con el fin de refutar la suposición de Aristóteles que «la naturaleza aborrece el vacío». Poco después de Guericke, el físico y químico Robert Boyle estudió y mejoró los diseños de Guericke y en 1656, en coordinación con el científico Robert Hooke, construyó una bomba de aire. Con esta bomba, Boyle y Hooke observaron una correlación entre la presión, temperatura y volumen. Con el tiempo, se formularon la ley de Boyle, indicando que para un gas a temperatura constante, la presión y el volumen son inversamente proporcionales y otras leyes de los gases.
En 1679, un asociado de Boyle, Denis Papin basándose en estos conceptos, construyó un digestor de vapor, que era un recipiente cerrado con una tapa de cierre hermético en el que el vapor confinado alcanzaba una alta presión, aumentando el punto de ebullición y acortando el tiempo de cocción de los alimentos.
En 1697, el ingeniero Thomas Savery, a partir de los diseños de Papin, construyó el primer motor térmico, seguido por Thomas Newcomen en 1712. Aunque estos primeros motores eran toscos y poco eficientes, atrajeron la atención de los científicos más destacados de la época.
En 1733, Bernoulli usó métodos estadísticos, junto con la mecánica clásica, para extraer resultados de la hidrodinámica, iniciando la física estadística.
En 1781 los conceptos de capacidad calorífica y calor latente, fueron desarrollados por el profesor Joseph Black de la Universidad de Glasgow, donde James Watt trabajó como fabricante de instrumentos. Watt consultó con Black en las pruebas de la máquina de vapor, pero fue Watt quien concibió la idea del condensador externo, aumentando grandemente la eficiencia de la máquina de vapor.
En 1783, Antoine Lavoisier propone la teoría calórica.
En 1798 Benjamin Thompson, conde de Rumford, demostró la conversión del trabajo mecánico en calor.
Sobre la base de todo este trabajo previo, Sadi Carnot, el «padre de la termodinámica», publicó en 1824 Reflexiones sobre la energía motriz del fuego, un discurso sobre la eficiencia térmica, la energía, la energía motriz y el motor. El documento describe las relaciones básicas energéticas entre la máquina de Carnot, el ciclo de Carnot y energía motriz, marcando el inicio de la termodinámica como ciencia moderna.
El primer libro de texto sobre termodinámica fue escrito en 1859 por William Rankine, quien originalmente se formó como físico y profesor de ingeniería civil y mecánica en la Universidad de Glasgow. El primer y segundo principios de termodinámica surgieron simultáneamente en la década de 1850, principalmente por las obras de Germain Henri Hess, William Rankine, Rudolf Clausius, James Prescott Joule y William Thomson (Lord Kelvin).
Los fundamentos de la termodinámica estadística se establecieron por los físicos como James Clerk Maxwell, Ludwig Boltzmann, Max Planck, Rudolf Clausius, Johannes van der Waals y Josiah Willard Gibbs.
Desde 1873 hasta el 76, el físico matemático estadounidense Josiah Willard Gibbs publicó una serie de tres artículos, siendo la más famosa Sobre el equilibrio de las sustancias heterogéneas. Gibbs demostró cómo los procesos termodinámicos, incluyendo reacciones químicas, se podrían analizar gráficamente. Mediante el estudio de la energía, la entropía, potencial químico, la temperatura y la presión del sistema termodinámico, se puede determinar si un proceso se produce espontáneamente. La termodinámica química y la fisicoquímica fueron desarrolladas además por Walther Nernst, Pierre Duhem, Gilbert N. Lewis, Jacobus Henricus van 't Hoff, y Théophile de Donder, entre otros, aplicando los métodos matemáticos de Gibbs.

### Electromagnetismo
La historia del electromagnetismo, considerada como el conocimiento y el uso registrado de las fuerzas electromagnéticas, data de hace más de dos mil años.
En la antigüedad ya estaban familiarizados con los efectos de la electricidad atmosférica, en particular del rayo ya que las tormentas son comunes en las latitudes más meridionales, ya que también se conocía el fuego de San Telmo. Sin embargo, se comprendía poco la electricidad y no eran capaces de producir estos fenómenos.
Durante los siglos XVII y XVIII, William Gilbert, Otto von Guericke, Stephen Gray, Benjamin Franklin, Alessandro Volta entre otros investigaron estos dos fenómenos de manera separada y llegaron a conclusiones coherentes con sus experimentos.
A principios del siglo XIX, Hans Christian Ørsted encontró evidencia empírica de que los fenómenos magnéticos y eléctricos estaban relacionados. De ahí es que los trabajos de físicos como André-Marie Ampère, William Sturgeon, Joseph Henry, Georg Simon Ohm, Michael Faraday en ese siglo, son unificados por James Clerk Maxwell en 1861 con un conjunto de ecuaciones que describían ambos fenómenos como uno solo, como un fenómeno electromagnético.
Las ahora llamadas ecuaciones de Maxwell demostraban que los campos eléctricos y los campos magnéticos eran manifestaciones de un solo campo electromagnético. Además, describía la naturaleza ondulatoria de la luz, mostrándola como una onda electromagnética. Con una sola teoría consistente que describía estos dos fenómenos antes separados, los físicos pudieron realizar varios experimentos prodigiosos e inventos muy útiles como la bombilla eléctrica por Thomas Alva Edison o el generador de corriente alterna por Nikola Tesla. El éxito predictivo de la teoría de Maxwell y la búsqueda de una interpretación coherente de sus implicaciones, fue lo que llevó a Albert Einstein a formular su teoría de la relatividad que se apoyaba en algunos resultados previos de Hendrik Antoon Lorentz y Henri Poincaré.

### Teoría de la relatividad especial
En septiembre de 1905, Albert Einstein publicó su artículo «Elektrodynamik» [Ein05c]. Einstein deriva las ecuaciones de Lorentz basándose en su principio de relatividad y la constancia de la velocidad de la luz, sin asumir la presencia de un éter. (Debido a que el éter no se utiliza en la derivación, muchos físicos hacen uso de la navaja de Ockham para eliminarlo por completo, ya que, como con la formulación de Poincaré, no puede detectarse en cualquier caso una velocidad uniforme relativa al éter). Einstein quería saber por qué permanecía invariante para todos los observadores.[cita requerida]
El título original del artículo de Einstein se traduce del alemán como "Sobre la electrodinámica de los cuerpos en movimiento."
Max Planck sugirió el término «relatividad» para resaltar la idea de la transformación de las leyes de la Física entre observadores en movimiento relativo entre sí.
El término 'especial' fue dada por Einstein más tarde con el fin de distinguirla de la teoría general de la relatividad.
El artículo de Einstein no contiene referencias a otros de la literatura. Sí hace mención a Lorentz, pero solo en el punto 9, parte II, en relación con el tratamiento de los campos electromagnéticos. Poincaré no se menciona.

### Teoría de la relatividad general
Poco después de la formulación de la teoría de la relatividad especial en 1905, Albert Einstein comenzó a elucubrar cómo describir los fenómenos gravitatorios con ayuda de la nueva mecánica. En 1907 se embarcó en la búsqueda de una nueva teoría relativista de la gravedad que duraría ocho años. Después de numerosos desvíos y falsos comienzos, su trabajo culminó el 25 de noviembre de 1915 con la presentación a la Academia Prusiana de las Ciencias de su artículo, que contenía las que hoy son conocidas como "Ecuaciones de Campo de Einstein". Estas ecuaciones forman el núcleo de la teoría y especifican cómo la densidad local de materia y energía determina la geometría del espacio-tiempo.
Las ecuaciones de campo de Einstein son no lineales y muy difíciles de resolver. Einstein utilizó los métodos de aproximación en la elaboración de las predicciones iniciales de la teoría. Pero ya en 1916, el astrofísico Karl Schwarzschild encontró la primera solución exacta no trivial de las Ecuaciones de Campo de Einstein, la llamada Métrica de Schwarzschild. Esta solución sentó las bases para la descripción de las etapas finales de un colapso gravitacional, y los objetos que hoy conocemos como agujeros negros. En el mismo año, se iniciaron los primeros pasos hacia la generalización de la solución de Schwarzschild a los objetos con carga eléctrica, obteniéndose así la solución de Reissner-Nordström, ahora asociada con la carga eléctrica de los agujeros negros.
En 1917, Einstein aplicó su teoría al universo en su conjunto, iniciando el campo de la cosmología relativista. En línea con el pensamiento contemporáneo, en el que se suponía que el universo era estático, agregó a sus ecuaciones una constante cosmológica para reproducir esa "observación". En 1929, sin embargo, el trabajo de Hubble y otros demostraron que nuestro universo se está expandiendo. Esto es fácilmente descrito por las soluciones encontradas por Friedmann en 1922 para la expansión cosmológica, que no requieren de una constante cosmológica. Lemaître utilizó estas soluciones para formular la primera versión de los modelos del Big Bang, en la que nuestro universo ha evolucionado desde un estado anterior extremadamente caliente y denso. Einstein declaró más tarde que agregar esa constante cosmológica a sus ecuaciones fue el mayor error de su vida.

### Big Bang
La historia de la teoría del Big Bang comienza con la solución  Alexander Friedmann (1922-24) a las ecuaciones de campo de Einstein (1915). Las subsiguientes teorizaciones de Georges Lemaître (1927) y las observaciones de Edwin Hubble (1929) se sumaron luego a otros aportes teóricos y prácticos que fueron conformando dicha teoría. Gran parte del trabajo teórico de la cosmología se centra en estos momentos en profundizar y mejorar el modelo básico del Big Bang.

### Mecánica cuántica
La historia de la mecánica cuántica comienza esencialmente con la introducción de la expresión cuerpo negro por Gustav Kirchhoff en el invierno de 1859-1860, la sugerencia hecha por Ludwig Boltzmann en 1877 sobre que los estados de energía de un sistema físico deberían ser discretos, y la hipótesis cuántica de Max Planck en el 1900, quien decía que cualquier sistema de radiación de energía atómica podía teóricamente ser dividido en un número de elementos de energía discretos {\displaystyle E\,}, tal que cada uno de estos elementos de energía sea proporcional a la frecuencia {\displaystyle \nu \,}, con las que cada uno podía de manera individual irradiar energía,
como lo muestra la siguiente fórmula:{\displaystyle E=h\nu \,}
donde {\displaystyle h\,} es un valor numérico llamado constante de Planck. 
En 1905, para explicar el efecto fotoeléctrico (1839), esto es, la expulsión de electrones en ciertos materiales debido a la incidencia de luz sobre los mismos, Albert Einstein postuló –basándose en la hipótesis cuántica de Planck– que la luz está compuesta de partículas cuánticas individuales, las que más tarde fueron llamadas fotones (1926). 

### Teoría cuántica de campos
La teoría cuántica de campos comenzó a desarrollarse a finales de los años 1920, en un intento de incorporar dentro de la mecánica cuántica la teoría del campo electromagnético.